# 席紹元
席紹元（？—？），字彥先，又字大之，號江亭，江蘇蘇州府吳縣人，乾隆十二年任射洪縣黃磉濠鹽課大使，乾隆十七年（1752年）任四川順慶府鄰水縣知縣，十八年（1753年）捐置文廟祭器，二十年（1755年）署清溪縣知縣。歷官四川彭山縣、綿竹縣知縣、大寧場鹽大使。